# Fulvia
La lex Fulvia va ser una antiga llei romana instada pel cònsol Marc Fulvi Flac, quan ho era juntament amb Marc Plauci Hipseu l'any 628 de la fundació de Roma (125 aC) en la qual es demanava la concessió de la ciutadania als aliats italians de Roma que ho demanaven insistentment. Sotmesa a plebiscit el poble la va rebutjar.